# Comuna Czarna Dąbrówka
Comuna Czarna Dąbrówka (poloneză gmina Czarna Dąbrówka) este o comună rurală din powiat-ul bytowski, voievodatul Pomerania, din partea septentrională a Poloniei. Sediul administrativ este satul Czarna Dąbrówka. Conform datelor din 2004 comuna avea 5.647 de locuitori. Întreaga suprafață a comunei Czarna Dąbrówka este 298,28 km².
În comuna sunt 20 sołectwo-uri: Bochowo, Czarna Dąbrówka, Jasień, Jerzkowice, Kartkowo, Karwno, Kleszczyniec, Kłosy, Kotuszewo, Kozy, Nożynko, Nożyno, Mikorowo, Mydlita, Otnoga, Rokiciny, Rokitki, Rokity, Unichowo și Wargowo. Comuna învecinează cu trei comune ale powiat-ului bytowski (Parchowo, Bytów și Borzytuchom), două comune ale powiat-ului słupski (Dębnica Kaszubska și Potęgowo), o comună a powiat-ului lęborski (Cewice) și o comună a powiat-ului kartuski (Sierakowice).
Înainte de reforma administrativă a Poloniei din 1999, comuna Czarna Dąbrówka a aparținut voievodatului Słupsk.